# Trattato di Grimnitz
Il trattato di Grimnitz del 26 agosto 1529 fu la conclusione di una pluriennale disputa fra la dinastia dei Greifen e quella degli Hohenzollern sullo stato giuridico del Ducato di Pomerania e la relativa successione. Il trattato rafforzò ed ampliò quello di Pyritz, concluso nel 1493.
Sotto alcune formali riserve la diretta dipendenza del ducato pomerano dei Greifen dall'impero venne riconosciuta dagli Hohenzollern in cambio del riconoscimento del diritto del Brandeburgo ad ereditare il ducato in caso di estinzione della linea maschile della dinastia dei Greifen.
Il trattato venne firmato a Grimnitz, presso Eberswalde, da  Gioacchino I, margravio di Brandeburgo, e dai duchi di Pomerania, i fratelli Barnim IX e Giorgio I.

## Antefatti

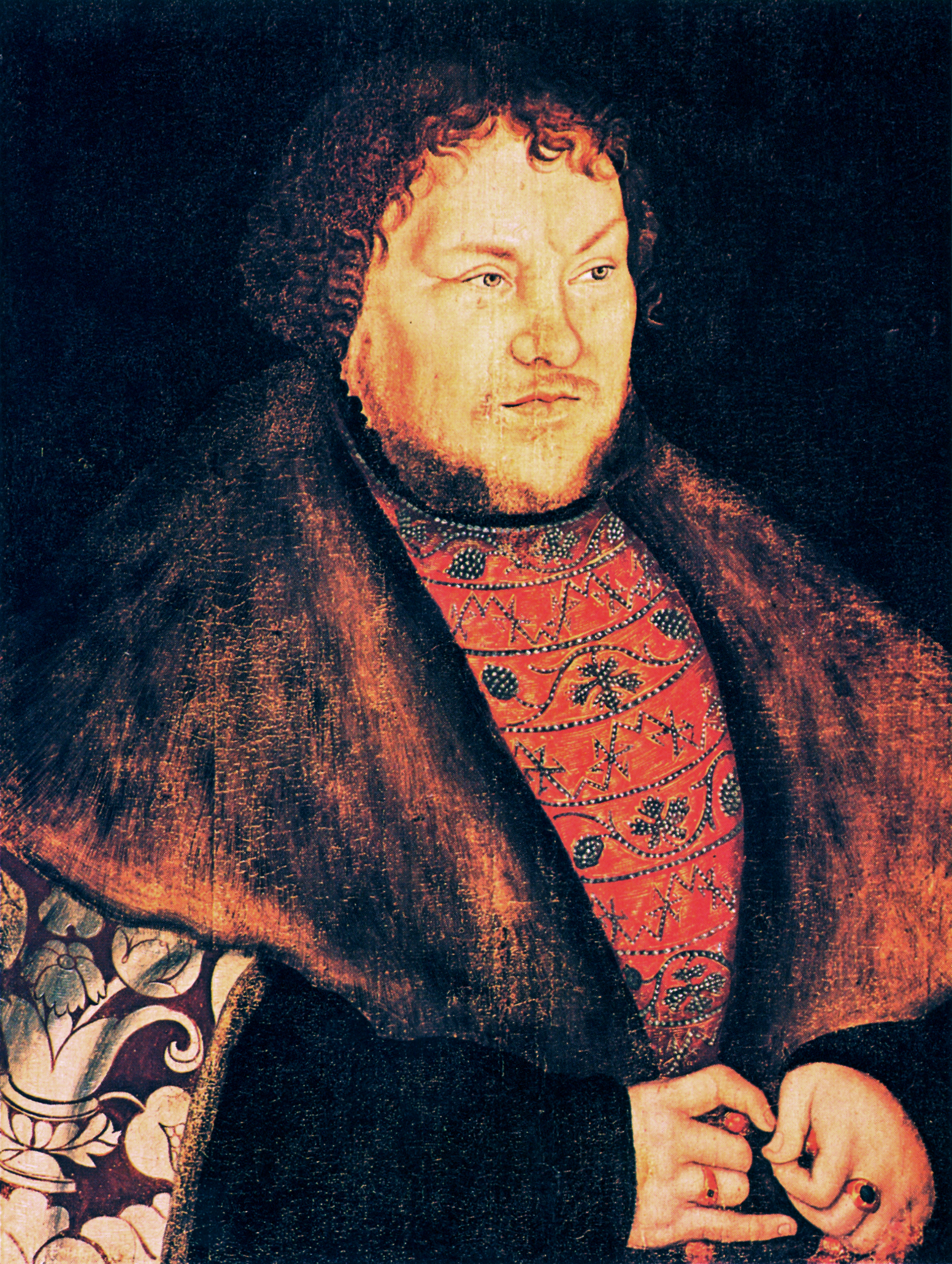
Gioacchino I di Brandeburgo.

Il conflitto pomerani-brandeburghese in questione, se la Pomerania doveva essere un feudo diretto del Sacro Romano Impero e un feudo del Brandeburgo, era stato già composto nel 1493 con la conclusione del trattato di Pyritz fra il brandeburghese Giovanni I, detto il Cicerone ed il duca pomerano della casata dei Greifen, Boghislao X. In questo trattato Boghislao X, liberatosi degli obblighi risultanti dai trattati di Prenzlau (1472-79), per tenere lontano dal Brandeburgo il feudo del suo ducato, accettò di sottoscrivere un vincolo ereditario a favore del Brandeburgo per il caso di estinzione della dinastia dei Greifen, nella sua linea maschile. Quando Giovanni I di Brandeburgo stipulò il trattato di Pyritz, sperava in una prossima acquisizione ereditaria del ducato, poiché a quella data Boghislao X non aveva ancora avuto figli maschi. Quando però la situazione cambiò, egli si mise a tessere intrighi contro Boghislao per impedire l'effettiva realizzazione della diretta dipendenza della Pomerania dall'imperatore.
L'imperatore Carlo V infeudò di conseguenza sia il margraviato che i Greifen della Pomerania e pretese da entrambi i corrispondenti tributi.
Alla morte di Boghislao X, avvenuta nel 1523, i figli Barnim IX e Giorgio I assunsero insieme il governo del ducato, e ripresero le dispute con i successori di Gioacchino I.
Dopo che il conflitto aveva destato scalpore e preoccupazione nel Parlamento dell'impero, alcuni membri dell'alta nobiltà si offrirono come mediatori. Infine la spuntarono i duchi di Braunschweig Eric I ed Enrico V, e con la loro mediazione un trattato venne concluso nella località brandeburghese di Grimnitz.

## Il trattato

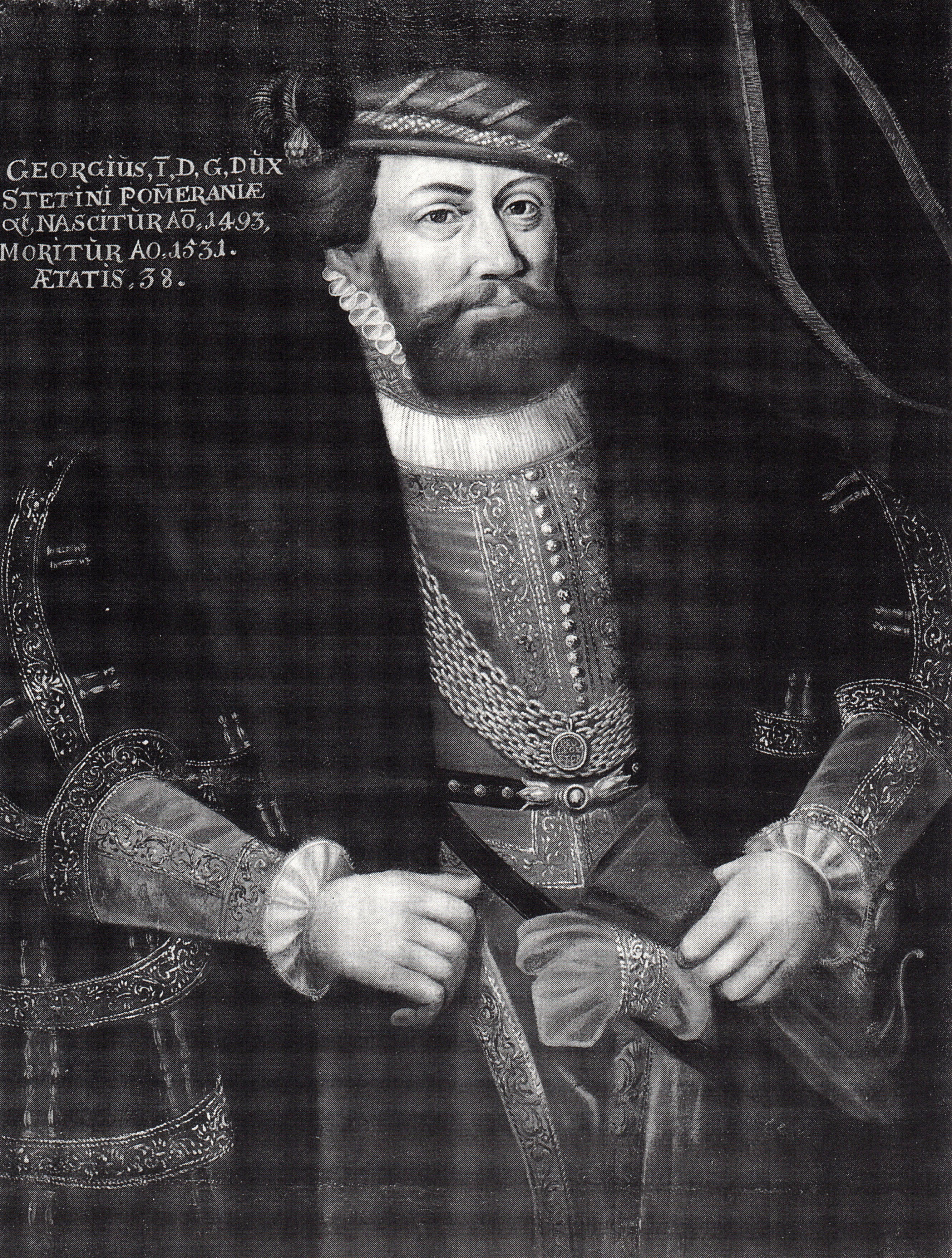
Giorgio I di Pomerania.

Gioacchino I aveva accettato la dipendenza diretta del ducato di Pomerania dall'impero mentre i duchi pomerani Barnim IX e Giorgio I accettarono che il ducato entrasse come feudo in eredità ai margravi di Brandeburgo, nel caso di estinzione della dinastia dei Greifen.
Prima di ogni conferimento della Pomerania ai Greifen, i margravi del Brandeburgo dovevano essere informati, per valutare il diritto loro concesso con il trattato, con la cerimonia del tocco della bandiera pomerana, se ciò fosse stato conferito ai Greifen dall'imperatore.
Inoltre gli Hohenzollern ottennero il diritto di inviare rappresentanti per assistere all'omaggio che gli stati della Pomerania tributavano ai duchi ed anche quello di esercitare l'opzione ereditaria su qualsiasi formale conferimento promesso dall'imperatore ai duchi di Pomerania. Del trattato di Grimnitz doveva per di più esser data lettura e confermato ad ogni atto di conferimento riguardante la Pomerania.
Inoltre al margravio di Brandeburgo doveva essere permesso di portare il titolo ducale e le insegne della Pomerania, non però in presenza dei duchi pomerani.

## Applicazione

### Infeudamento

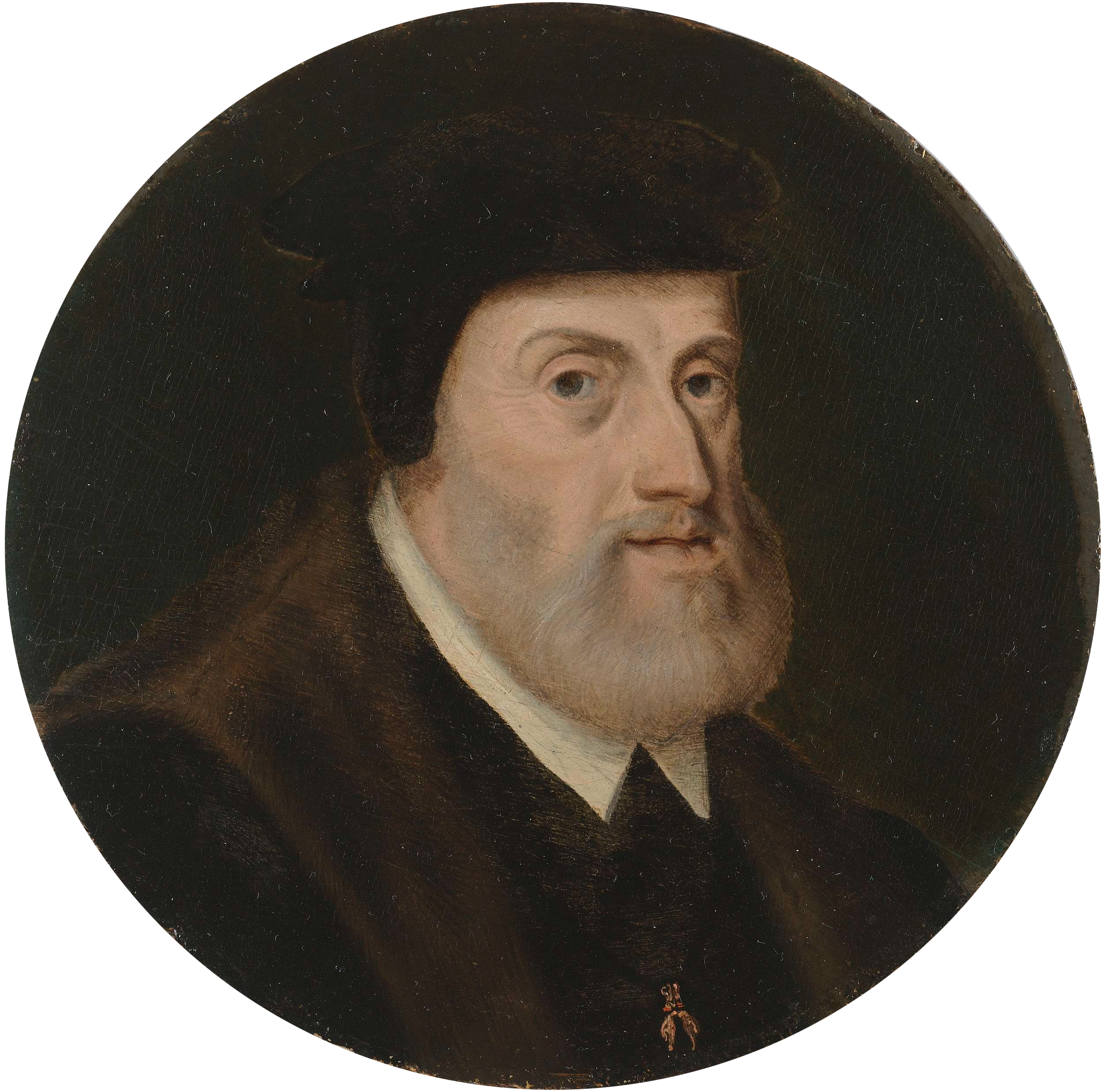
L'imperatore Carlo V.

Le clausole del contratto sull'infeudamento furono applicate dal 1530 dalla Dieta di Augusta, quando i duchi pomerani Barnim IX e Giorgio I furono per la prima volta formalmente infeudati della Pomerania. L'imperatore Carlo V ed i principi elettori  entravano per primi nella sala e dopo che avevano preso posto, Gioacchino I di Brandeburgo presentava la sua opposizione formale all'infeudamento dei duchi di Pomerania, ma si dichiarava pronto ad approvarlo, nel caso in cui durante la cerimonia gli fosse stato consentito di toccare la bandiera della Pomerania. Der Kaiser tat die Kenntnisnahme des Vorbehaltes kund. Di conseguenza Giorgio, margravio del Brandeburgo-Ansbach si associava alla protesta di Gioacchino.
Quindi entravano i duchi, a seguito delle bandiere della Pomerania, di Stettino, Wenden, Barth, Rügen, Wolgast, Usedom, Buckow e della Casciubia, che venivano consegnate all'imperatore, prima che essi gli chiedessero in ginocchio il feudo. Il principe elettore Gioacchino ripeteva dunque la sua protesta e non appena essi avevano ripreso le bandiere dalla mani dell'imperatore, faceva un passo aventi e toccava ciascuna di esse con la mano: questo rituale veniva ripetuto ad ogni successivo infeudamento.

### Eredità

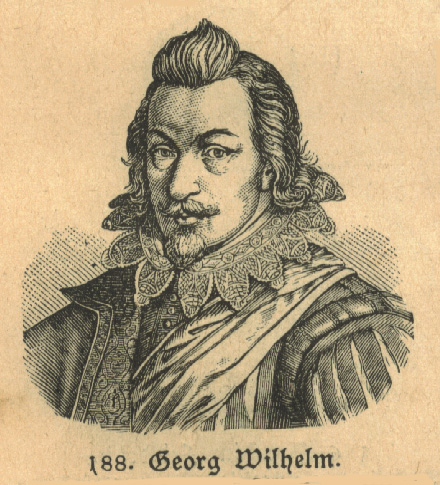
Giorgio Guglielmo di Brandeburgo.

L'ultimo dei duchi di Pomerania della stirpe dei Greifen fu Boghislao XIV, che nel 1637, durante la guerra dei trent'anni, morì senza eredi.  Giorgio Guglielmo, margravio di Brandeburgo, rivendicò quindi il ducato di Pomerania richiamandosi al trattato di Grimnitz.
Tuttavia poco prima Boghislao XIV aveva, con il trattato di Stettino del 1630, stretto un'alleanza con la Svezia, concordando la cessione della Pomerania agli svedesi dopo la sua morte. Quindi gli svedesi non restituirono a Giorgio Guglielmo il territorio in questione. Solo con la pace di Vestfalia del 1648 si giunse ad un accordo per spartirsi la Pomerania fra svedesi e brandeburghesi, che fu poi curato nei dettagli con il  trattato di Stettino del 1653.